# Manic Nirvana
Manic Nirvana (укр. «Маніакальна нірвана») — 5-й сольний альбом колишнього вокаліста британського рок-гурту «Led Zeppelin» Роберта Планта, випущений 19 березня 1990 року.

## Про альбом
Альбом досяг 13-го рядка в американському чарті «The Billboard 200» 1990 року. П'ять пісень з альбому стали синглами, з них найуспішнішою стала пісня «Hurting Kind (I've Got My Eyes on You)» яка посідала 1 рядок у чарті «Mainstream Rock Tracks» протягом шести тижнів поспіль.
Вініловий реліз альбому на LP містив 10 пісень (5 на кожній стороні), а CD-видання — 11 треків, додатковою стала композиція «She Said».
20 березня 2007 року вийшло ремастоване видання цього альбому.

## Трекліст
1. «Hurting Kind (I've Got My Eyes on You)» (Плант, Джонс, Блеквелл, Бойль, Джонстон) – 4:04
2. «Big Love» (Плант, Блеквелл, Джонстон) – 4:24
3. «S S S & Q»  (Плант, Джонс, Блеквелл, Бойль, Джонстон) – 4:38
4. «I Cried» (Плант, Джонстон) – 4:59
5. «She Said» (Плант, Джонс, Блеквелл, Бойль, Джонстон) – 5:10
6. «Nirvana» (Плант, Джонс, Бойль) – 4:36
7. «Tie Dye on the Highway» (Плант, Блеквелл) – 5:15
8. «Your Ma Said You Cried in Your Sleep Last Night» (Глезер, Шлекс) – 4:36
9. «Anniversary» (Плант, Джонстон) – 5:02
10. «Liars Dance» (Плант, Бойль) – 2:40
11. «Watching You» (Плант, Блеквелл, Джонстон) – 4:19

Бонус-треки у ремастованому виданні
1. «Oompah (Watery Bint)» (Плант, Джонстон) - 5:48
2. «One Love» (Плант, Джонс, Блеквелл, Бойль, Джонстон) - 3:15
3. «Don't Look Back» (Billy Vera) - 3:02

## Творці альбому
Музиканти
- Роберт Плант — вокал, продюсер
- Роберт Стрід — бек-вокал
- Лейла Коен — бек-вокал
- Мікі Грум — бек-вокал
- Керолін Гардінг — бек-вокал
- Джеррі Вейн — бек-вокал
- Сідді Макейн Машкін — бек-вокал
- Кріс Блеквелл — гітара, ударні
- Даг Бойль — гітара
- Філ Джонстон — гітара, клавішні, продюсер
- Чарлі Джонс — бас-гітара

Технічний персонал
- Марк "Спайк" Стент — продюсер, інженер
- Майкл Баттерворт — асистент інженера
- Джеремі Уїтлі — асистент інженера
- Біл Прайс — інженер (мікшування)

## Чарти
Альбом — Billboard (США)
| Рік  | Чарт              | Позиція |
| ---- | ----------------- | ------- |
| 1990 | The Billboard 200 | 13      |

Сингли — Billboard (США)
| Рік  | Сингл                                             | Чарт                   | Позиція |
| ---- | ------------------------------------------------- | ---------------------- | ------- |
| 1990 | «Big Love»                                        | Mainstream Rock Tracks | 35      |
| 1990 | «Hurting Kind (I've Got My Eyes on You)»          | Mainstream Rock Tracks | 1       |
| 1990 | «Hurting Kind (I've Got My Eyes on You)»          | The Billboard Hot 100  | 46      |
| 1990 | «I Cried»                                         | Mainstream Rock Tracks | 39      |
| 1990 | «Tie Dye on the Highway»                          | Mainstream Rock Tracks | 6       |
| 1990 | «Your Ma Said You Cried in Your Sleep Last Night» | Mainstream Rock Tracks | 8       |